# Line Friends
Line Friends là các nhân vật hư cấu, do Kang Byeong Mok (một nhà thiết kế người Hàn Quốc) phát minh, dựa trên các nhãn dán từ các ứng dụng đa dạng của Naver Corporation và ứng dụng nhắn tin Line. Nó được phát hành vào năm 2015 bởi Line Corporation, một công ty con của Nhật Bản được thành lập bởi tập đoàn điều hành công cụ tìm kiếm thông tin Naver Corporation của Hàn Quốc. Những nhân vật này được sử dụng trong các sản phẩm khác nhau, hoạt hình, trò chơi, quán cà phê, khách sạn và công viên giải trí. Thương hiệu hiện được quản lý bởi công ty con Line Friends Corporation từ năm 2015.

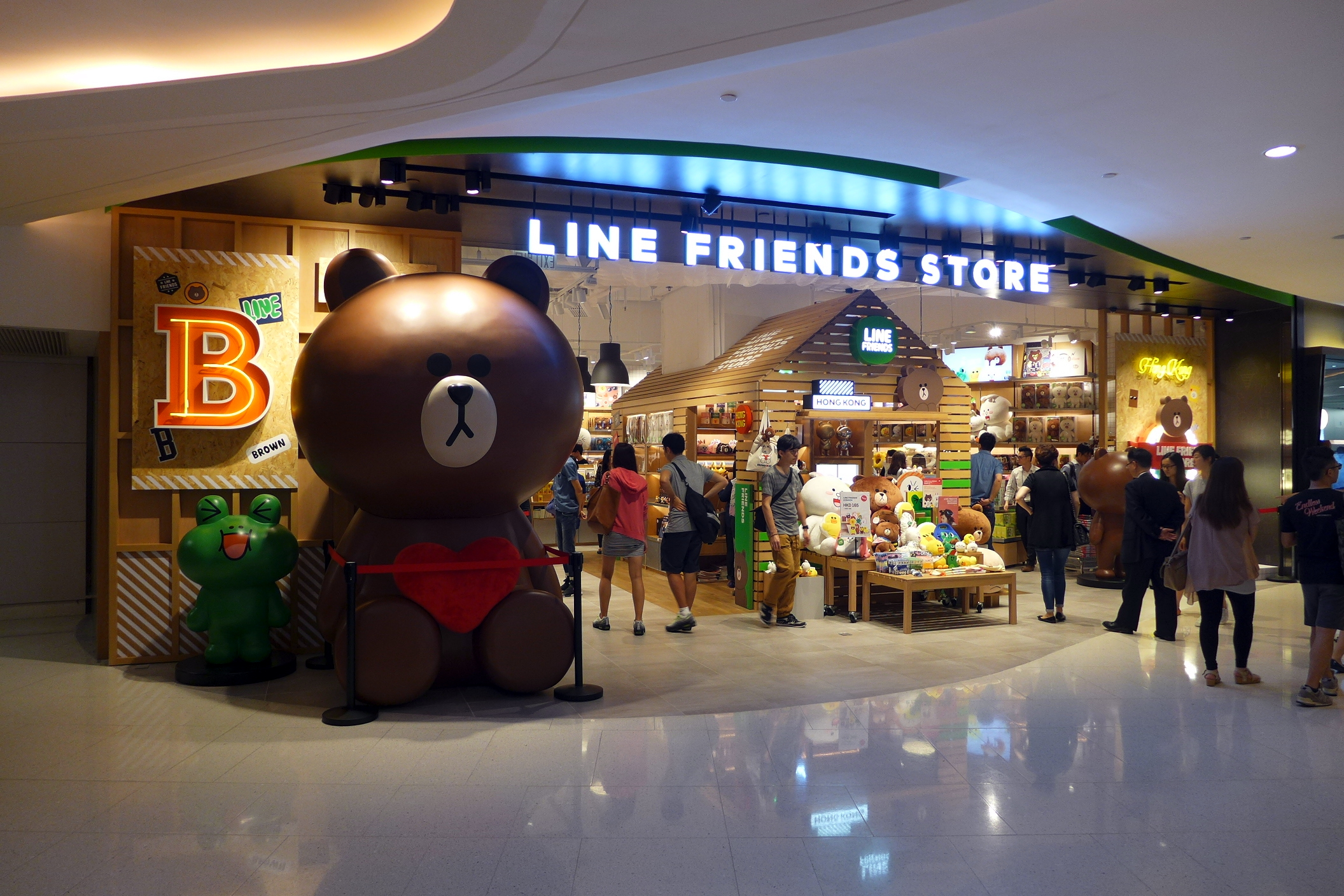
Cửa hàng Line Friends ở Hysan Place, Hồng Kông.

Ngoài cửa hàng trực tuyến, các cửa hàng vật lý đã được mở ở Seoul, Hàn Quốc, Tokyo (Harajuku), Băng Cốc (Siam Square), Thượng Hải (Huaihai Road), (Xintiandi), (Wujiaochang), Chengdu (Sino-Ocean Taikoo Li), Quảng Châu (Grandview Mall), Trùng Khánh (Guotai Plaza), Thâm Quyến (Coastal City), Nam Kinh (Katherine Park), Bắc Kinh (Beijing Yintai Centre), Hàng Châu (Hubin Intime In77), Hồng Kông (APM Mall), Đài Bắc, Thành phố New York (Quảng trường Thời đại), Los Angeles (Đại lộ Danh vọng Hollywood) và Singapore (Funan Mall).

## Nhân vật
Các nhân vật Line ban đầu được tạo ra bởi Kang Byeongmok (một nhà thiết kế người Hàn Quốc), còn được gọi là "Mogi" vào năm 2011.

### Brown & Friends
- Cony, Brown, Moon và James (kết nạp vào năm 2011)
- Boss, Jessica và Sally (kết nạp vào năm 2013)
- Leonard và Edward (kết nạp vào năm 2014)
- Choco, em gái của Brown và Pangyo, người bạn thân nhất của cô (kết nạp vào năm 2016)[8][9]
- Elly, Louie và Ari, những người bạn của Sally (kết nạp vào năm 2020)

#### Thông tin nhân vật
- Brown: Im lặng nhưng có trái tim ấm áp. Anh có khuôn mặt vô cảm nhưng quyến rũ, như một người bạn của tất cả mọi người, anh là người bày tỏ tâm trí của anh nhiều hơn lời nói. Anh luôn tỏ vẻ không quan tâm. Nhưng, anh có một bờ vai để chia sẻ và có một trái tim rộng lớn để lắng nghe bạn. Anh yêu Cony, người tràn đầy năng lượng và luôn ở bên cạnh em gái Choco của mình.[10]
- Cony: Một cô nàng tươi sáng, vui vẻ và tràn đầy đam mê. Cô cực kỳ phấn khích khi ở cùng với Brown yêu quý của mình. Cony luôn tò mò và thích thử thách những điều mới mẻ, vì vậy cô thường khiến bạn bè của mình phải ngạc nhiên.[10]
- Sally: Với sự quyến rũ bất ngờ của mình, cô bé Sally nhỏ nhắn dễ thương mang lại niềm vui cho bạn bè với đầy những ý tưởng tươi sáng và hoang dã. Đừng để bị đánh lừa bởi sự dễ thương của cô, cô có thể tiết lộ những mặt khác của mình mà bạn chưa bao giờ ngờ tới!
- Choco: Choco ngọt ngào, đáng yêu, yêu thời trang và đồ ngọt. Cô nhút nhát giống như anh trai Brown của mình, nhưng một khi bạn đã biết cô, cô rất hòa thuận ngay cả với bạn bè của Brown.
- Moon: Một chàng trai vui tính có khuôn mặt giống như hình mặt trăng tròn. Không ai biết anh đến từ đâu, nhưng anh đã mang lại những tiếng cười sảng khoái cho bạn bè bằng sự hóm hỉnh và hài hước tuyệt vời của mình.
- Leonard: Leonard đa cảm thích hát theo tiếng mưa. Anh cũng thích đi chơi với Sally và Edward, được gọi là bộ ba tí hon.[11]
- James: James có mái tóc vàng xinh đẹp, người yêu bản thân nhất. Anh có vẻ lạnh lùng và sang trọng, nhưng nói sự thật, anh thực sự tinh tế và mong manh.[11]
- Boss: Boss ồn ào và ngông cuồng. Anh là một người làm công ăn lương bình thường. Anh xuất hiện bất cứ lúc nào và mang lại những tiếng cười sảng khoái cho mọi người.[11]
- Edward: Edward thông minh và luôn tò mò. Anh cũng là một tay đua khao khát tốc độ và một nhà thám hiểm mơ ước một ngày trở thành một con bướm![11]
- Jessica: Jessica thông minh và ngổ ngáo. Cô luôn đưa ra những câu trả lời rõ ràng và sâu sắc cho những người bạn muốn trò chuyện về mọi thứ.[11]
- Pangyo: Pangyo, người bạn chậm chạp của mọi người, thích suy nghĩ và làm ra những thứ thú vị. Anh luôn bằng lòng và luôn nở nụ cười trên môi.[11]

### BT21

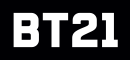
Logo của BT21.

BT21 là sản phẩm đầu tiên của FRIENDS CREATORS, một dự án được thành lập để tạo ra các nhân vật mới cho Line Friends. Nhóm nhạc nam Hàn Quốc BTS là nghệ sĩ đầu tiên của dự án này, và chủ đề chính của dự án là thể hiện mối liên hệ giữa BTS và Line Friends về mức độ nổi tiếng trên toàn thế giới. Từ bản phác thảo nhân vật ban đầu đến mô tả nhân vật và lập kế hoạch cho sản phẩm, các thành viên của BTS đã tham gia vào toàn bộ quá trình, tạo ra tổng cộng 8 nhân vật. Các thiết kế nhân vật được dựa trên ý tưởng của các thành viên trong nhóm. Video ghi lại quá trình BTS thiết kế BT21 đã được đăng tải trên kênh YouTube chính thức của BT21.
Cái tên BT21 là sự kết hợp giữa tên nhóm BTS và thế kỷ 21. Thành viên Suga nhận xét rằng cái tên này nên đại diện cho cả BTS và thế kỷ 21 để họ sống trong 100 năm tới.
BT21 chính thức được ra mắt bởi Line Friends vào tháng 10 năm 2017.

#### Thông tin nhân vật
- Koya được tạo ra bởi RM. Anh là một chú gấu túi màu xanh da trời nhạt với chiếc mũi màu tím và đôi tai có thể tháo rời ra khi anh bị sốc hoặc ngạc nhiên. Được miêu tả là một người có suy nghĩ sâu sắc, nhân vật của anh sống trong rừng Eucalyptus và luôn chìm trong giấc ngủ.
- RJ được tạo ra bởi Jin. Anh là một chú lạc đà alpaca màu trắng, người luôn quàng khăn đỏ — khi trời lạnh, anh mặc một chiếc áo parka màu xám. Anh có nguồn gốc từ Machu Picchu, ghét cạo lông và thích ăn.
- Shooky được tạo ra bởi Suga. Anh là một cậu bé làm bánh quy sô cô la cực kỳ man rợ, nghịch ngợm và rất sợ sữa. Anh dẫn đầu một nhóm làm bánh có tên là Crunchy Squad.
- Mang được tạo ra bởi J-Hope. Anh là một nhân vật rất thích nhảy. Loài của anh không được biết đến với chiếc mặt nạ hình con ngựa với chiếc mũi hình trái tim mà anh đeo để che giấu danh tính của mình.
- Chimmy được tạo ra bởi Jimin. Anh là một chú cún luôn lè lưỡi, đam mê mặc áo hoodie màu vàng nhưng không biết quá khứ của mình. Anh thích chơi kèn harmonica.
- Tata được tạo ra bởi V. Anh là một hoàng tử ngoài hành tinh luôn tò mò, biến đổi hình dạng từ Planet BT với cái đầu hình trái tim và cơ thể màu xanh lam với những chấm bi màu vàng. Anh là một nhân vật đôi khi mỉm cười.
- Cooky được tạo ra bởi Jungkook. Anh là một chú thỏ hồng dễ thương nhưng cứng rắn với một bên lông mày đậm và chiếc đuôi hình trái tim màu trắng muốn trở nên mạnh mẽ. Anh là một nhân vật yêu cơ thể của mình "như một ngôi đền" và yêu môn thể thao quyền anh.
- Van được tạo ra bởi RM để đại diện cho người hâm mộ của BTS, A.R.M.Y. Anh là một robot không gian bảo vệ BT21 của Tata. Một nửa cơ thể của anh có màu xám với mắt hình chữ "X" và nửa cơ thể còn lại có màu trắng với mắt hình chữ "O".